# Scotch Ale
Scotch Ale é um estilo tradicional de cerveja originário da Escócia, conhecido por seu perfil maltado, teor alcoólico elevado e sabor doce. Este estilo remonta ao século XVIII e é considerado uma das cervejas clássicas do país, com características que refletem as condições climáticas e culturais da região.

## História
As Scotch Ales surgiram na Escócia no século XVIII, durante o auge da produção cervejeira no país. Devido ao clima mais frio da Escócia, os lúpulos eram menos utilizados, e os cervejeiros passaram a focar no malte como principal ingrediente. O resultado foi uma cerveja com sabores ricos e adocicados, com notas de caramelo e toffee.
O termo "Wee Heavy" é frequentemente associado às versões mais fortes das Scotch Ales e tornou-se popular para descrever essas cervejas fora da Escócia. As versões mais leves eram tradicionalmente identificadas por categorias baseadas em impostos, como 60/-, 70/- e 80/-, indicando sua densidade original e força.

## Características
As Scotch Ales possuem as seguintes características principais:
1. Aparência: Cor âmbar profunda a castanho escuro, muitas vezes com reflexos avermelhados. Espuma bege e densa.
2. Aroma: Predominância de malte, com notas de caramelo, toffee, frutos secos e, por vezes, um toque de fumaça.
3. Sabor: Rico e doce, com destaque para o malte, equilibrado por um leve amargor. Algumas versões apresentam um toque de turfa ou defumado.
4. Teor alcoólico: Normalmente entre 6,5% e 10% ABV.
5. Corpo: Encorpado, com uma textura cremosa e aveludada.

## Subestilos e Classificações
As Scotch Ales podem ser subdivididas em categorias baseadas na força e densidade original:
1. 60/- (Light): Versão mais leve, com menor teor alcoólico.
2. 70/- (Heavy): Um pouco mais forte, com equilíbrio entre malte e leve amargor.
3. 80/- (Export): Mais robusta e com maior teor alcoólico, muitas vezes exportada.
4. Wee Heavy: A versão mais forte, rica e encorpada, com sabores complexos e alta graduação alcoólica.

## Comparação com Outros Estilos
Enquanto as Scotch Ales destacam-se pelo malte e por sabores ricos e doces, outros estilos, como as Bitters ou as Pale Ales, têm um perfil mais equilibrado entre malte e lúpulo. Em comparação com as Porters ou Stouts, as Scotch Ales são menos torradas e geralmente mais doces.

## Exemplos Notáveis
Algumas Scotch Ales e Wee Heavies reconhecidas incluem:
- Belhaven Scottish Ale
- Traquair House Ale
- McEwan’s Scotch Ale

## No BJCP
O Beer Judge Certification Program (BJCP) classifica as Scotch Ales mais fortes como Wee Heavy na categoria 17C. Estas cervejas são descritas como maltadas, ricas e complexas, com alta graduação alcoólica.